# Даниленко, Валерий Петрович
Вале́рий Петро́вич Даниле́нко (10 ноября 1949, Тесь, Красноярский край — 17 марта 2025) — российский филолог, автор работ по теории языка и истории языкознания, а также философии, теории и истории культуры, доктор филологических наук, профессор Иркутского государственного университета.

## Биография
Родился 10 ноября 1949 года в селе Тесь Минусинского района Красноярского края.
В 1978 году окончил Московский государственный университет им. М. В. Ломоносова.
С 1984 по 1986 учился в очной аспирантуре при кафедре общего языкознания Ленинградского государственного университета имени А. А. Жданова.
В 1986 году в ЛГУ имени А. А. Жданова защитил диссертацию на соискание учёной степени кандидата филологических наук на тему: «Методологические особенности концепции функциональной грамматики Вилема Матезиуса».
С 1989 года — доцент.
С 1989 по 1999 год — декан филологического факультета Иркутского государственного университета.
В 1992 году в Санкт-Петербургском государственном университете защитил диссертацию на соискание ученой степени доктора филологических наук на тему: «Ономаиологическое направление в грамматике».
С 1994 года — профессор.
С 1994 по 1996 год — лауреат научной стипендии президента России
С 2001 по 2011 год — заведующий кафедрой общего и классического языкознания Иркутского государственного лингвистического университета.
В 2009 году — лауреат журнала «Литературная учёба».
В 2009 году — лауреат Всероссийского конкурса «Лучшая научная книга 2009 года», проводимого Фондом развития отечественного образования.
В 2010 году награждён знаком отличия «Почётный работник высшего профессионального образования Российской Федерации».
С 2016 года — профессор Иркутского государственного университета.
С 1983 имеет около 300 публикаций, в том числе более 30 книг; 10 книг, изданных в Москве, 9 — в Иркутске и 13 — в Санкт-Петербурге. Множество статей В. П. Даниленко опубликовано в центральных журналах и газетах в России («Вопросы языкознания», «Филологические науки», «Наша школа», «Литературная учёба», «Движение за возрождение отечественной науки», «Советская Россия», «Литературная газета», «День литературы» и др.) и за рубежом («Philologica Pragensia», «Československa rusistika», «Съпоставително езикознание» и др.).
Скончался 17 марта 2025 года.

## Область исследований
Мировоззренческий фундамент, на который опирается в своих исследованиях В. П. Даниленко, есть универсальный эволюционизм. Его наиболее яркими представителями стали Демокрит, Эпикур, Лукреций, Ж. де Ламетри, И. Г. Гердер, Г. Спенсер, В. И. Вернадский, П. Тейяр де Шарден, Г. Фоллмер, Н. Н. Моисеев, Э. Ласло.
Быть универсальным эволюционистом — значит быть проводником эволюционного мировоззрения. Его носитель видит в мире результат его многомиллионного развития, или эволюции. Слово «эволюция» восходит к латинскому evolutio, что значит «развёртываю, развиваю». Его антоним — «инволюция». Он происходит от латинского involutio (свёртываю). Движение от обезьяны к человеку (гоминизация) — пример эволюции, а обратное движение (анимализация) — пример инволюции.
Весь мир часто называют универсумом, а его эволюцию — унигенезом. Но у мира есть ещё и метафорическое название — мироздание. Следует сразу уточнить: мироздание четырёхэтажное.
На первом этаже мироздания расположилась физическая природа (вода, горы, воздух и т. д.). Её можно назвать также физиосферой. Внутри этого, нижнего, этажа происходит её эволюция — физиогенез. У физиосферы нет эволюционного возраста, потому что она вечна. Но эволюционный возраст Земли известен — около 5 миллиардов лет.
На втором этаже мироздания расположилась живая природа (растения, животные, люди). Её можно также назвать биосферой. Внутри этого этажа происходит её эволюция — биогенез. Предполагают, что жизнь возникла на Земле около 4 миллиардов лет назад.
На третьем этаже мироздания мы обнаруживаем психику (ощущения, восприятия, представления, понятия и т. д.). Её можно назвать также психосферой. Внутри этого этажа протекает её эволюция — психогенез. Если психическую способность приписывать всем животным, то можно сказать, что эволюционный возраст психосферы совпадает с возрастом животных.
На четвёртом этаже мироздания, наконец, расположилась культура (пища, одежда, жилище, техника, религия, наука, искусство, нравственность, политика, язык). Её можно назвать также культуросферой. Внутри этого, верхнего, этажа происходит её эволюция — культурогенез. Эволюционный возраст культуросферы совпадает с эволюционным возрастом человечества, поскольку создателем культуры стал человек. Собственно говоря, наш животный предок потому и стал превращаться в человека, что он стал создавать культуру. Вот почему культурогенез можно назвать также антропогенезом или гоминизацией (очеловечением). Эволюционный возраст человечества определяется в 2,5 миллионов лет. Таков и эволюционный возраст культуры.
Шесть сфер духовной культуры — религия, наука, искусство, нравственность, политика и язык — изображают наш мир по-своему. Иначе говоря, этот мир отображается в разных его картинах. Вот почему существует шесть базовых разновидностей картины мира — религиозная (мифологическая), научная, художественная, нравственная, политическая и языковая. Профессиональными носителями религиозной картины мира являются священники, научной — учёные, художественной — художники, нравственной — моралисты, политической — политики и языковой — рядовые носители конкретного языка.
Физиогенез, биогенез, психогенез и культурогенез не существуют сами по себе. Они представляют собою разные формы эволюции. Но существуют и аналогичные формы инволюции. Воспользовавшись латинской приставкой «а-», подобной нашей «не-», мы можем назвать эти формы афизиогенезом, абиогенезом, апсихогенезом и акультурогенезом. В каждом этаже мироздания мы обнаруживаем единство и борьбу эволюции и инволюции — физиогенеза и афизиогенеза, биогенеза и абиогенеза, психогенеза и апсихогенеза, культурогенеза и акультурогенеза. Всё дело лишь в том, чтобы в борьбе, о которой идёт речь, эволюция одерживала верх над инволюцией. В противном случае в истории человечества произойдёт переворот, о последствиях которого мы можем сейчас лишь догадываться. Он перевернёт этот мир с ног на голову, поскольку он будет состоять в замене эволюции на инволюцию. Это означает, что силы последней начнут одерживать верх над силами первой. Эволюционное, прогрессивное движение станет уступать место инволюционному, регрессивному. Эволюция в этом случае придёт к своему исходному пункту.
Каждый этаж мироздания изучается особой наукой. Его первый этаж изучается физикой, его второй этаж — биологией, его третий этаж — психологией и его четвёртый этаж — культурологией. Каждая из этих четырёх наук называется частной, поскольку она изучает лишь соответственную часть мира. Но есть ещё и общая наука, возвышающаяся над всеми частными науками, обобщающая достижения всех частных наук. Эта наука называется философией.
Классификацию базовых наук, таким образом, можно изобразить такой таблицей:
- ФИЛОСОФИЯ
- КУЛЬТУРОЛОГИЯ
- ПСИХОЛОГИЯ
- БИОЛОГИЯ
- ФИЗИКА

Эволюционизм не должен оставаться привилегией учёных. Он охватит в будущем обыденное сознание. Именно эволюционизм позволит человечеству выжить. Но у эволюционизма есть грозный соперник — инволюционизм. Если эволюционизм — мировоззрение созидателей, то инволюционизм — мировоззрение разрушителей. Его представители есть повсюду — в религии, науке, искусстве, нравственности, политике, языке и т. д. Они возвращают человека к его животным предкам, анимализируют его. От исхода борьбы между эволюционизмом и инволюционизмом в конечном счёте зависит судьба человечества.
ОСНОВНЫЕ ПОНЯТИЯ УНИВЕРСАЛЬНОГО ЭВОЛЮЦИОНИЗМА
| УНИВЕРСУМ                                      |                                                 |
| ЭВОЛЮЦИЯ                                       | ИНВОЛЮЦИЯ                                       |
| Гармонизация: хаос → гармония                  | Хаотизация: хаос ← гармония                     |
| КУЛЬТУРА                                       |                                                 |
| Гоминизация: животное → человек                | Анимализация: животное ← человек                |
| РЕЛИГИЯ                                        |                                                 |
| Атеизация: вера → безверие                     | Теизация: дьявол → Бог                          |
| НАУКА                                          |                                                 |
| Сциентизация: ложь → истина                    | Антисциентизация: ложь ← истина                 |
| ИСКУССТВО                                      |                                                 |
| Эстетизация: безобразное → прекрасное          | Антиэстетизация: безобразное ← прекрасное       |
| НРАВСТВЕННОСТЬ                                 |                                                 |
| Морализация: зло → добро                       | Аморализация: зло ← добро                       |
| ПОЛИТИКА                                       |                                                 |
| Политизация: несправедливость → справедливость | Аполитизация: несправедливость ← справедливость |
| ЯЗЫК                                           |                                                 |
| Лингвизация: разобщение → единение             | Алингвизация: разобщение ← единение             |

```
Атеизация, сциентизация, эстетизация, морализация, политизация
 и 
лингвизация
 — вот шестеричный путь, ведущий нас к эволюционным идеалам. Только на этом пути мы обретаем свою сущность — человечность.
```

### Книги
- Ономасиологическое направление в грамматике / В. П. Даниленко. — Иркутск : Изд-во Иркутского ун-та, 1990. — 347, [1] с.; 22 см; ISBN 5-7430-0137-5
- Общее языкознание: курс лекций : [для вузов по направлениям «Языковедение (лингвистика)» и «Филология»] / В. П. Даниленко. — Иркутск : Изд-во Иркут. ун-та, 1995. — 255 с.; 20 см; ISBN 5-7430-0450-1
- Методологические особенности концепции функциональной грамматики Вилема Матезиуса / Даниленко Валерий Петрович. — Иркутск, 1997. — 158 с. : ил.; 20 см.
- Общее языкознание : курс лекций : учеб. пособие для студентов вузов, обучающихся по направлениям «Языковедение (Лингвистика)» и «Филология» / В. П. Даниленко. — 2-е изд. — Иркутск : Изд-во Иркут. ун-та, 2003 (ООО Оперативная тип. На Чехова). — 240 с. : ил., портр., табл.; 21 см; ISBN 5-7430-0450-1 (в пер.)
- История русского языкознания : курс лекций : учебное пособие для студентов лингвистических вузов и факультетов, а также филологических факультетов университетов / Валерий Петрович Даниленко. — 2-е изд., доп. — Иркутск : [б. и.], 2003. — 297 с. : ил., портр.; 21 см.
- В. Гумбольдт. Неогумбольдтианство. В. Матезиус : [политика, яз., религия, наука, искусство, нравственность, культурогенез, психогенез, биогенез, физиогенез] / В. П. Даниленко. — Иркутск, 2004 (Тип. ОКС). — 183 с. : ил., портр.; 20 см; ISBN 5-88267-180-9 (в обл.)
- Ономасиологическое направление в грамматике : [религия, наука, искусство, нравственность, политика, язык] / В. П. Даниленко. — Изд. 2-е, испр. — Москва : [Изд-во ЛКИ], 2007. — 340 с. : табл.; 22 см; ISBN 978-5-382-00101-2
- История русского языкознания : курс лекций : учебное пособие для студентов лингвистических вузов и факультетов, а также филологических факультетов университетов / В. П. Даниленко. — Москва : Флинта : Наука, 2009. — 318, [1] с.; 21 см; ISBN 978-5-9765-0707-4 (Флинта)
- Ономасиологическое направление в грамматике / В. П. Даниленко. — Изд. 3-е, испр. — Москва : URSS, 2009. — 340 с. : схемы, табл.; 22 см; ISBN 978-5-397-00655-2
- Общее языкознание и история языкознания : курс лекций : учебное пособие для студентов лингвистических вузов и факультетов, а также филологических факультетов университетов / В. П. Даниленко. — Москва : Флинта, 2009. — 270 с. : табл.; 21 см; ISBN 978-5-9765-0708-1
- Введение в языкознание : курс лекций : учебное пособие для студентов, обучающихся по специальностям направления «Лингвистика и межкультурная коммуникация» / В. П. Даниленко. — Иркутск : Изд-во ИГЛУ, 2009 (Иркутск : Репроцентр А1). — 354 с. : ил.; 21 см; ISBN 978-5-88267-289-7 (в пер.)
- Вильгельм фон Гумбольдт и неогумбольдтианство : [методологический анализ] / В. П. Даниленко. — Москва : URSS, 2010. — 212 с. : ил.; 22 см; ISBN 978-5-397-00479-4
- Функциональная грамматика Вилема Матезиуса : [язык, религия, наука, искусство, нравственность, политика, культурогенез, психогенез, виогенез, физиогенез] : методологические особенности концепции / В. П. Даниленко. — Москва : URSS : Либроком, 2010. — 202 с. : ил., табл.; 22 см; ISBN 978-5-397-00936-2
- Введение в языкознание : курс лекций : учебное пособие для студентов, обучающихся по специальностям направления «Лингвистика и межкультурная коммуникация» / В. П. Даниленко. — Москва : Флинта : Наука, 2010. — 286, [1] с. : табл.; 21 см; ISBN 978-5-9765-0833-0
- Методы лингвистического анализа : курс лекций / В. П. Даниленко. — Москва : Флинта : Наука, 2011. — 277, [1] с.; 21 см; ISBN 978-5-9765-0985-6 (Флинта)
- Эволюция в духовной культуре. Свет Прометея / В. П. Даниленко, Л. В. Даниленко. — Москва : URSS : КРАСАНД, cop. 2012. — 638 с. : ил.; 22 см; ISBN 978-5-396-00426-9 (в пер.)
- Инволюция в духовной культуре : ящик Пандоры / В. П. Даниленко. — Москва : КРАСАНД, 2012. — 574 с.; 23 см; ISBN 978-5-396-00397-2 (в пер.)
- Смысл жизни : учебное пособие / В. П. Даниленко. — Москва : Флинта, 2012. — 292, [1] с.; 22 см; ISBN 978-5-9765-1317-4
- Мысли из дневника / В. П. Даниленко. — Санкт-Петербург : Алетейя, 2013. — 367, [1] с.; ISBN 978-5-91419-814-2
- Универсальный эволюционизм : путь к человечности / Валерий Петрович Даниленко. — Санкт-Петербург : Алетейя, 2013. — 495 с. : табл. — (Историческая книга).; ISBN 978-5-91419-933-0
- Культурно-эволюционный подход в филологии / В. П. Даниленко. — Санкт-Петербург : Алетейя, 2013. — 479 с.; 22 см; ISBN 978-5-91419-815-9
- Дисциплинарно-методологический подход в лингвистике / В. П. Даниленко. — Санкт-Петербург : Алетейя, 2013. — 439 с. : ил.; ISBN 978-5-91419-816-6
- Общее языкознание и история языкознания : курс лекций : учебное пособие для студентов лингвистических вузов и факультетов, а также филологических факультетов университетов / В. П. Даниленко. — Москва : Флинта : Наука, 2015. — 270 с. : ил., табл.; 21 см; ISBN 978-5-9765-0708-1 (Флинта)
- Методы лингвистического анализа : курс лекций / В. П. Даниленко. — 2-е изд., стер. — Москва : Флинта : Наука, 2015. — 277, [1] с.; 20 см; ISBN 978-5-9765-0985-6 (Флинта)
- Введение в языкознание : курс лекций : учебное пособие для студентов, обучающихся по специальностям направления «Лингвистика и межкультурная коммуникация» / В. П. Даниленко. — 2-е изд., стер. — Москва : Флинта : Наука, 2015. — 286, [1] с. : табл.; 21 см; ISBN 978-5-9765-0833-0 (Флинта) : 200 экз.
- От тьмы — к свету. Введение в эволюционное науковедение. СПб.: Алетейя, 2015.
- От животного — к Человеку. Введение в эволюционную этику. СПб.: Алетейя, 2015.
- От предъязыка — к языку. Введение в эволюционную лингвистику / Валерий Петрович Даниленко. — Санкт-Петербург : Алетейя, 2015. — 386 с.; ISBN 978-5-9905979-6-9
- Методы лингвистического анализа : курс лекций / В. П. Даниленко. — 3-е изд., стер. — Москва : Флинта : Наука, 2016. — 277, [1] с. : ил., табл.; 21 см; ISBN 978-5-9765-0985-6 (Флинта) : 300 экз.
- Общее языкознание и история языкознания : курс лекций : учебное пособие для студентов лингвистических вузов и факультетов, а также филологических факультетов университетов / В. П. Даниленко. — 4-е изд., стереотип. — Москва : ФЛИНТА : Наука, 2016. — 270 с. : табл.; 21 см; ISBN 978-5-9765-0708-1 (ФЛИНТА)
- От несправедливости — к справедливости. Введение в эволюционную политологию : [16+] / Валерий Петрович Даниленко. — Санкт-Петербург : Алетейя, 2016. — 406, [2] с.; 22 см. — (Алетейя. Историческая книга).; ISBN 978-5-906823-17-5
- От лжи — к истине. Введение в эволюционную философию : 16+ / В. П. Даниленко. — Санкт-Петербург : Алетейя, 2016. — 435 с. : табл.; 22 см. — (Историческая книга).; ISBN 978-5-906860-19-4
- Введение в языкознание : курс лекций : учебное пособие для студентов, обучающихся по специальностям направления «Лингвистика и межкультурная коммуникация» / В. П. Даниленко. — 4-е изд., стер. — Москва : Флинта : Наука, 2017. — 286, [1] с. : ил., табл.; 21 см; ISBN 978-5-9765-0833-0 (Флинта) : 200 экз.
- Картина мира в пословицах русского народа / В. П. Даниленко. — Санкт-Петербург : Алетейя, 2017. — 373 с.; ISBN 978-5-906860-83-5
- Картина мира в сказках русского народа. СПб.: Алетейя, 2017.
- История русского языкознания. Курс лекций (с грифом УМО Министерства образования РФ). 5-е изд. М., Флинта: Наука, 2017.
- Введение в языкознание. Курс лекций (с грифом УМО Министерства образования РФ). 5-е изд. М., Флинта: Наука, 2017.
- Общее языкознание и история языкознания. Курс лекций (с грифом УМО Министерства образования РФ). 5-е изд. М., Флинта: Наука, 2017.
- Картина мира в былинах русского народа. СПб.: Алетейя, 2018.
- Методы лингвистического анализа. Курс лекций. 5-е изд. М., Флинта: Наука, 2017.
- Методы лингвистического анализа : курс лекций / В. П. Даниленко. — 5-е изд., стер. — Москва : Флинта : Наука, 2018. — 277, [1] с. : ил., табл.; 21 см; ISBN 978-5-9765-0985-6 (ФЛИНТА) : 250 экз.
- Картина мира в мифах древнего Китая : [16+] / В. П. Даниленко. — Санкт-Петербург : Алетейя, 2019. — 296 с.; 22 см. — (Язык. Религия. Наука. Искусство. Нравственность. Политика) (Независимый альянс).; ISBN 978-5-907115-99-6
- Картина мира в былинах русского народа : [16+] / В. П. Даниленко. — Санкт-Петербург : Алетейя, 2021. — 301 с.; 21 см. — (Культурогенез, психогенез, биогенез, физиогенез: религия, наука, искусство, нравственность, политика, язык).; ISBN 978-5-907030-73-2
- Картина мира в сказках русского народа : [16+] / В. П. Даниленко. — Санкт-Петербург : Алетейя, 2021. — 316 с.; 22 см. — (Независимый альянс).; ISBN 978-5-906980-54-0
- Введение в языкознание : курс лекций : учебное пособие для студентов, обучающихся по специальностям направления «Лингвистика и межкультурная коммуникация» / В. П. Даниленко. — 6-е изд., стер. — Москва : Флинта, 2022 (Москва). — 286, [1] с. : ил., табл.; 21 см; ISBN 978-5-9765-0833-0 : 100 экз.
- Картина мира в пословицах русского народа : [16+] / В. П. Даниленко. — Санкт-Петербург : Алетейя, 2022. — 373 с.; 22 см. — (Независимый альянс).; ISBN 978-5-906860-83-5
- Общее языкознание и история языкознания : курс лекций : учебное пособие для студентов лингвистических вузов и факультетов, а также филологических факультетов университетов / В. П. Даниленко. — 6-е изд., стер. — Москва : Флинта, 2023. — 270 с.; 21 см; ISBN 978-5-9765-0708-1 : 100 экз.
- Методы лингвистического анализа : курс лекций / В. П. Даниленко. — 6-е изд., стер. — Москва : ФЛИНТА, 2023. — 277, [1] с. : ил., табл.; 21 см; ISBN 978-5-9765-0985-6 : 100 экз

### В качестве редактора
- Исследования по языку и стилю произведений В. И. Ленина : [сборник статей] / АН СССР, Ин-т рус. яз. ; [отв. ред. В. П. Даниленко]. — Москва : Наука, 1981. — 221 с.; 20 см.
- Современные проблемы русской терминологии : [сборник статей] / АН СССР, Ин-т рус. яз. ; отв. ред. В. П. Даниленко. — Москва : Наука, 1986. — 199 с.; 20 см.